# Pleocoma staff
Pleocoma staff is een keversoort uit de familie Pleocomidae. De wetenschappelijke naam van de soort is voor het eerst geldig gepubliceerd in 1870 door Schaufuss.